# D. Boon
Pour les articles homonymes, voir Boon.
Dennes Dale « D. » Boon, né le 1er avril 1958 à San Pedro et mort le 22 décembre 1985 à Tucson, est un chanteur, guitariste et compositeur américain.
Il est essentiellement connu comme l'un des membres du groupe Minutemen.
Le magazine Rolling Stone l'a classé 89e meilleur guitariste de tous les temps.